# Gare de Regouche Ahmed
La gare de Regouche Ahmed est une gare ferroviaire algérienne située sur le territoire de la commune de Chihani, dans la wilaya d'El Tarf.

## Situation ferroviaire
La gare est située dans la localité de Regouche Ahmed, dans l'ouest de la commune de Chihani, sur la ligne d'Annaba à Djebel Onk. Elle est précédée de la gare de Chihani Bachir et suivie de celle de Boukhamouza.

## Service des voyageurs

### Desserte
La gare de Regouche Ahmed est desservie par les trains régionaux de la liaison Annaba - Tébessa.